# ペガプタニブ
ペガプタニブナトリウム（Pegaptanib sodium）注射剤（商品名：マクジェン）は、抗血管新生作用を有する滲出型加齢黄斑変性症（AMD）の治療薬である。本剤は、NeXstar Pharmaceuticals社（1999年にギリアド・サイエンシズ社と合併）によって発見され、2000年にEyeTech Pharmaceuticals社（現OSI Pharmaceuticals社）にライセンスされ、米国での後期開発および販売を行っている。ギリアド・サイエンシズ社は医薬品のライセンスからのロイヤルティを継続して受け取っている。米国外では、ペガプタニブはファイザー社が販売している。2004年12月に米国食品医薬品局（FDA）より承認を取得した。2008年7月には日本でも承認された。日本初の「核酸医薬」である。

## 効能・効果
- 中心窩下脈絡膜新生血管を伴う加齢黄斑変性症[7]

## 作用機序
ペガプタニブは、特定の標的に特異的に結合する一本鎖の核酸である抗VEGFアプタマーをペグ化したものである。ペガプタニブは、血管新生（新しい血管の形成）および透過性の増加（血管からの漏出）に重要な役割を果たすタンパク質であるVEGFの165アイソフォームに特異的に結合し、滲出型AMDに伴う視力低下の原因となる2つの主要な病理学的プロセスを阻害する。
ペガプタニブはVEGF拮抗薬として働き、硝子体内投与（眼内注射）することでVEGFの働きを阻害する。これにより、目の中にある血管の成長を抑え、目の漏れや腫れを抑制する働きがある。

## 投与方法
ペガプタニブは、0.3mgを6週間に1回、眼内注射で投与する。眼内注射とは、眼球内に直接投与するもので、より具体的には眼球内のゼリー状の液体である硝子体内に注射するものである。ペガプタニブは、無菌環境下で眼科医により指定された患者に投与されなければならない。ペガプタニブはプレフィルドシリンジとして販売されているが、このシリンジには推奨用量よりも多くの量が入っているので、眼科医は注射の前に推奨量に調整する必要がある。

## 禁忌
眼または眼周囲に感染あるいはその疑いのある患者には禁忌とされている。

## 副作用
重大な副作用は、
- 眼障害〔眼内炎（1.0％）、眼圧上昇（19.8％）、外傷性白内障（0.3％）、硝子体出血（1.3％）、網膜剥離（0.4％）、網膜裂孔（0.3％）〕
- ショック、アナフィラキシー様症状

である。
ペガプタニブの一般的な副作用は以下のとおりである。
- 前眼房炎
- 眼圧上昇
- 穿孔性角膜炎（眼球の表面に小さな傷ができる）
- 硝子体浮遊物（視界に小さな粒子や斑点が見える）
- 網膜損傷（きわめて有害）
- 眼内炎
- 硝子体出血

## 前臨床試験
ペガプタニブは、その安全性と有効性を決定するために、いくつかの前臨床試験を経て、臨床試験に移行した。

### 毒性試験
毒性試験はアカゲザル、モルモット、ラット、マウス、ウサギで行われた。その結果、アプタマーをアカゲザルに投与したところ、毒性は認められなかった。眼圧の変化もなく、原薬に対する免疫反応も見られなかったという。また、ペガプタニブは、眼内投与のほかに、皮下投与や静脈内投与でも血漿中濃度の維持が可能であることが判明した。ラットでは、VEGFを介した血管の漏出をほぼ完全に阻止することに成功した。また、ウサギを用いて、本剤の徐放性が検討された。薬剤を封入したポリ乳酸-グリコール酸（PLGA）微小粒子を用いた場合、望ましい薬理効果を維持するためには、最小で6週間の投与頻度が必要であることが明らかになった。この投与間隔は、臨床試験に引き継がれ、現在も維持されている。

## 臨床試験

### Phase I
1998年にEyetech Pharmaceuticals社のもとで第1相試験が開始された。この試験は、15人の滲出型AMD患者を対象に行われた。片目あたり0.25mgから30mgの用量を眼球に注射し、患者は3ヶ月間モニターされた。その結果、80％の患者が安定化または改善し、26.7％の患者が毒性の兆候もなく改善を示した。

### Phase II
第I相試験の成功を受けて、アイテック社は複数回の注射に焦点を当てた第II相試験を完了した。この試験では、AMDに起因する中心窩下脈絡膜新生血管（CNV）を有する21人の患者に、複数回の眼内注射を行った。また、眼窩下CNVの存在により、一部の患者には二次治療として光線力学的療法（PDT）が行われた。その結果、ペガプタニブのみを投与された患者の87.5％において、視力が安定または改善したことが示された。PDTのみを受けた患者では、50.5％の方が僅かに改善した。しかし、2つの治療法を併用した場合には、60％以上の改善が見られた。

### Phase III
第I相および第II相臨床試験の成功を受けて、FDAは第III相臨床試験を優先承認審査対象に指定した。これらの試験では、ペガプタニブは、2つの同一の偽薬対照二重盲検無作為化臨床試験で、それぞれ約2年間にわたって研究された。この試験では、滲出型（血管新生）型加齢黄斑変性症の患者約1200名を無作為にグループ分けし、プラセボ投与、または指定されたペガプタニブ0.3mg、1mg、3mgを6週間ごとに眼内注射した。本試験に登録された1200名の患者のうち、約892名が用量の異なるペガプタニブを投与され、約298名がプラセボを投与された。1年目が終了した時点で、試験を継続する患者は2年目の試験に再割り付けされた。
本試験の主要評価項目は、54週間の評価期間中に、ベースラインからの視力低下が15文字未満であった患者の割合で示された。
初年度の結果は、ペガプタニブの有望な結果を示すものであった。主要評価項目である0.3mg投与群では、統計学的に有意な結果が得られた。 
- Study 1: ペガプタニブ 73% vs. プラセボ 60%
- Study 2: ペガプタニブ 67% vs. プラセボ 53%

また、平均して、ペガプタニブ 0.3mg投与患者もプラセボ投与患者と同様に視力低下が続いていた。しかし、視力低下の割合は、プラセボ治療を受けた患者に比べて有意に低いものであった。
さらに、2年目の治療は1年目よりも効果が低いことも明らかになった。有効性の主要評価項目の結果は下記のとおりであった。
- Study 1: ペガプタニブ 57% vs. プラセボ 56%
- Study 2: ペガプタニブ 61% vs. プラセボ 34%

## 承認状況
ペガプタニブが各国で承認された年は、下記の通りである。
- 米国 (2004)[10]
- 欧州 (2005)[2]
- ブラジル (2005)[10]
- カナダ (2006)[8]
- 日本 (2008)[5]
※：豪州 (保留 2006)

## 販売中止
日本では2019年03月に販売中止がアナウンスされた。

## 参考資料
1. ↑  Drug Information: Pegaptanib Sodium Injection Archived 2013-12-14 at the Wayback Machine.
2. 1 2 3 4 5  “Macugen (pegaptanib)”. European Medicines Agency:  1–3. (2010) 2013年12月8日閲覧。.
3. ↑  “Larry Gold and Craig Tuerk (NeXstar Pharmaceuticals, Boulder, USA)”. European Patent Office. (2011年2月16日) 2013年12月8日閲覧。
4. 1 2 3 4  “Highlights of Prescribing Information (Macugen)”. Food and Drug Administration:  3–12. (July 2007).
5. 1 2  “ファイザー 日本初の核酸医薬「マクジェン」承認取得”. 日刊薬業 - 医薬品産業の総合情報サイト. 2021年5月29日閲覧。
6. ↑  日経メディカル. “マクジェン：日本初の核酸医薬、眼内投与で黄斑変性症に効果”. 日経メディカル. 2021年5月30日閲覧。
7. 1 2 3  “マクジェン硝子体内注射用キット0.3mg 添付文書”. www.info.pmda.go.jp.   PMDA. 2021年5月30日閲覧。
8. 1 2 3 4 5 6 7  “Pegaptanib in the treatment of wet, age-related macular degeneration”. International Journal of Nanomedicine 1 (3):  263–8. (2006). PMC 2426796. PMID 17717967.
9. ↑  “ノバルティス ファーマ｜視力低下度の早見表”. drs-net.novartis.co.jp. 2021年5月30日閲覧。
10. 1 2  “Eyetech Announces Approval of Macugen(R) in Brazil for the Treatment of Neovascular (Wet) Age-Related Macular Degeneration”. Evaluate. (2005年) 2013年12月8日閲覧。
11. ↑  “マクジェン®硝子体内注射用キット0.3mg 販売中止のご案内”. www.bausch.co.jp. 2021年5月30日閲覧。